# Portumna
Portumna (iriska: Port Omna) är en ort i republiken Irland.   Den ligger i grevskapet County Galway och provinsen Connacht, i den centrala delen av landet, 130 km väster om huvudstaden Dublin. Portumna ligger 43 meter över havet och antalet invånare är 1 530. Den ligger vid sjön Lough Derg.
Terrängen runt Portumna är platt. Runt Portumna är det glesbefolkat, med 13 invånare per kvadratkilometer. Närmaste större samhälle är Banagher, 19,0 km nordost om Portumna. Trakten runt Portumna består i huvudsak av gräsmarker.